# Mitodinos
Mitodinos (Mythodini) é uma tribo de coleópteros da subfamília Cerambycinae.

## Sistemática
- Ordem Coleoptera
  - Subordem Polyphaga
    - Infraordem Cucujiformia
      - Superfamília Chrysomeloidea
        - Família Cerambycidae
          - Subfamília Cerambycinae
            - Tribo Mythodini (Lacordaire, 1869)
              - Gênero Diosyris (Pascoe, 1866)
              - Gênero Mythodes (Thomson, 1864)
              - Gênero Phyodexia (Pascoe, 1871)
              - Gênero Pseudomythodes (Pic, 1922)

1. ↑  BARSEVSKIS, Arvids;  et al. «Cerambycidae of the World». Consultado em 31 de maio de 2015